# Islam in Svezia

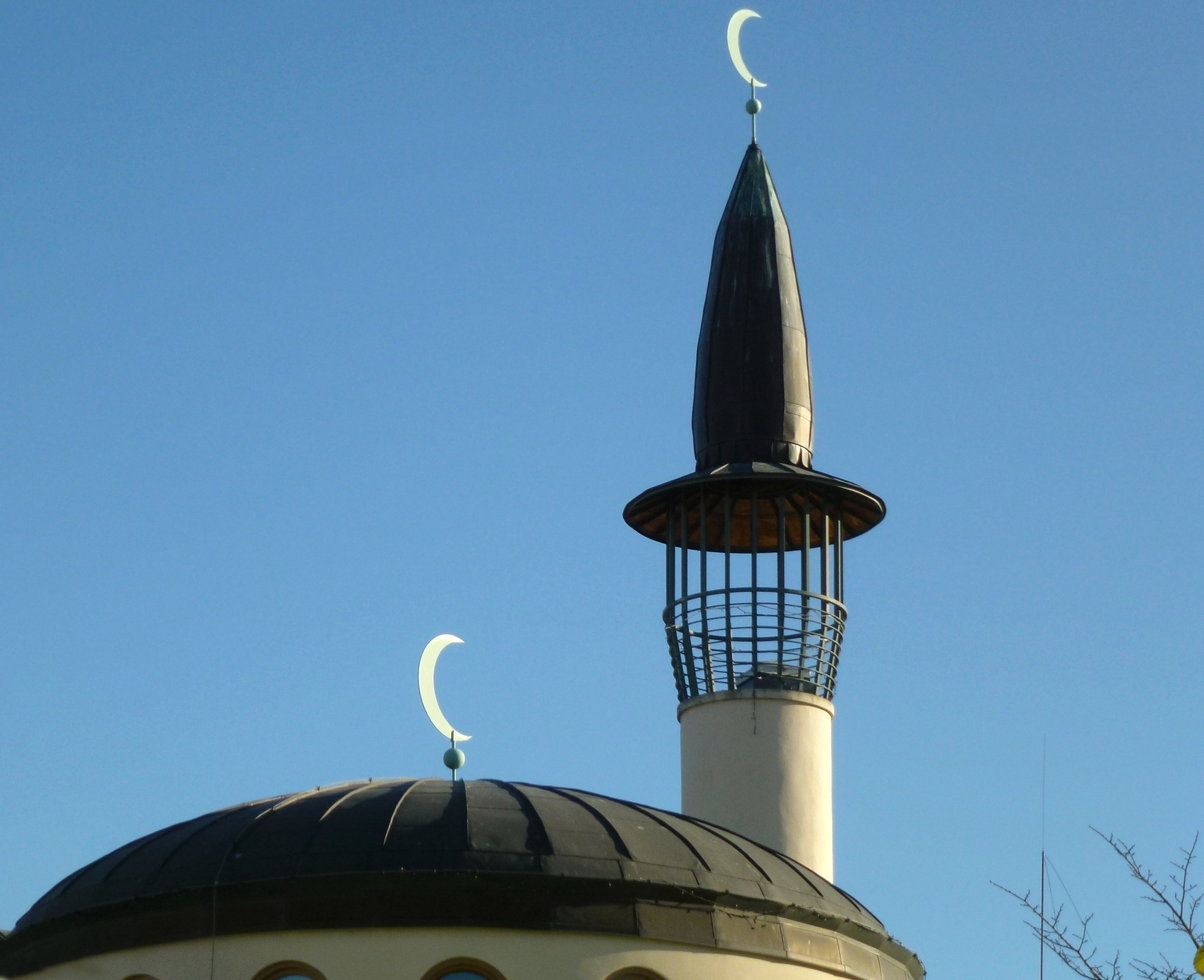
Cupola e minareto della Moschea di Stoccolma

L'Islam è la più numerosa minoranza religiosa in Svezia.

## Storia
I Tatari del Baltico furono il primo gruppo musulmano nella Svezia moderna.
Fu però solo nella seconda metà del XX secolo che larghi gruppi di musulmani giunsero in Svezia per immigrazione da paesi a maggioranza musulmana, come Bosnia ed Erzegovina, Turchia, Iraq, Iran, Somalia e Libano. La maggior parte dei musulmani in Svezia oggi sono immigrati o discendenti di immigrati. La maggioranza di loro è di origine araba, principalmente provenienti dall'Iraq. Il secondo gruppo più numeroso di musulmani è costituito di migranti e rifugiati dall'ex-Jugoslavia, soprattutto Bosgnacchi e Kosovari. Seguono Somali e Marocchini, Curdi e Berberi. Ahmed Rami, di origine marocchina, produce  dalla Svezia il suo programma radiofonico Radio Islam, divenuto controverso per le sue posizioni antisemite negazioniste sull'Olocausto.
La moschea Nasir della comunità Ahmadiyya di Göteborg è stata la prima moschea ad essere costruita in Svezia, benché il gruppo non sia considerato islamico dalle altre confessioni musulmane. Sono oggi presenti numerose moschee in Svezia, di cui le principali sono quelle di Malmö e di Stoccolma.

## Demografia
Non ci sono statistiche ufficiali sul numero di musulmani in Svezia, ma le stime variano tra 100.000 e 400.000, ossia tra l'1% e il 4% della popolazione svedese.

## Luoghi di culto
Molteplici moschee sono state costruite in Svezia a partire dagli anni '80, le principali la moschea di Malmö (1984) e la moschea di Stoccolma (2000). La moschea di Bellevue e la moschea di Brandbergen  sono state al centro di controversie negli anni 2000 come luoghi di reclutamento e propaganda jihadista.
Di seguito una lista (non esaustiva) delle moschee in Svezia
| Nome                          | Municipalità                              | Anno                                | Organizzazione                                                                 | Affiliazione (fiqh) | Imam          | Lingua del culto     | Immagine |
| ----------------------------- | ----------------------------------------- | ----------------------------------- | ------------------------------------------------------------------------------ | ------------------- | ------------- | -------------------- | -------- |
| Stoccolma                     |                                           |                                     |                                                                                |                     |               |                      |          |
| Moschea di Stoccolma          | Stoccolma Medborgarplatsen                | 2000                                | Islamiska Förbundet i Stockholm (Associazione islamica a Stoccolma)            | sunnita             | Abu Mahmoud   | arabo, svedese       |          |
| Bangladesh Jame Masjid        | 23 Kocksgatan, Stoccolma Medborgarplatsen |                                     |                                                                                | sunnita (hanafita)  |               | bengalese, arabo     |          |
| Moschea di Fittja             | Fittja (Stoccolma Ovest)                  | 2007                                | Botkyrka Turkiska Islamiska Förening (Associazione Turca Islamica di Botkyrka) | sunnita (hanafita)  |               | arabo, turco         |          |
| Moschea di Brandbergen        | Haninge (Stoccolma Sud)                   |                                     | Haninge Islamiskt Kultur Center (Centro Culturale Islamico di Haninge)         |                     | Karim Laallam | arabo                |          |
| Moschea "Imam Ali" a Järfälla | Järfälla (Stoccolma Ovest)                |                                     | Assemblea Ahl Al Bayt                                                          | sciita              |               | arabo, persiano      |          |
| Svezia centrale               |                                           |                                     |                                                                                |                     |               |                      |          |
| Moschea di Uppsala            | Uppsala, Kvarngärdet                      | 1995                                |                                                                                | sunnita             |               |                      |          |
| Moschea di Örebro             | Örebro, Vivalla                           | 2008                                |                                                                                |                     |               |                      |          |
| Moschea di Märsta             | Märsta                                    |                                     |                                                                                |                     |               |                      |          |
| Svezia meridionale            |                                           |                                     |                                                                                |                     |               |                      |          |
| Moschea di Bellevue           | Göteborg, Bellevue                        |                                     | Centro islamico sunnita                                                        | wahhabita           |               |                      |          |
| Musalla as-Salam              | Göteborg, Bellevue                        |                                     |                                                                                | sunnita (shafi'ita) |               |                      |          |
| Prima Moschea Turca           | Göteborg, Hisingen                        |                                     |                                                                                | sunnita (hanafita)  |               |                      |          |
| Seconda Moschea Turca         | Göteborg, Hisingen                        |                                     |                                                                                | sunnita (hanafita)  |               |                      |          |
| Masjid Guraba                 | Göteborg, Hisingen                        |                                     |                                                                                | sunnita             |               |                      |          |
| Moschea Bosniaca              | Göteborg, Hisingen                        |                                     |                                                                                | sunnita (hanafita)  |               | arabo, bosniaco      |          |
| Moschea Nasir                 | Göteborg, Högsbo                          | 1976                                |                                                                                | Ahmadiyya           | Kashif Virk   | arabo, svedese, Urdu |          |
| Moschea di Malmö              | Malmö                                     | 1984                                |                                                                                |                     |               |                      |          |
| Ex Chiesa di S. Caterina      | Malmö                                     | 1960 (in uso come moschea dal 2008) |                                                                                |                     |               |                      |          |
| Moschea di Trollhättan        | Trollhättan                               | 1985                                |                                                                                | sciita              |               |                      |          |
| Svezia Settentrionale         |                                           |                                     |                                                                                |                     |               |                      |          |
| Moschea di Umeå               | Umeå, Ålidhem                             | in progetto                         |                                                                                |                     |               |                      |          |